# Chiedza Mhende
Charlene Chiedza 'Chi' Kudzai Mhende es una actriz, directora y locutora zimbabuense.

## Biografía
Mhende nació el 19 de octubre de 1991 en Harare, Zimbabue.

## Carrera profesional
En 2015, se unió a la telenovela sudafricana Generations, donde interpretó a 'Wandile Radebe', un personaje masculino. El programa se convirtió en un éxito y continuó durante 4 temporadas, con un total de 1000 episodios.
En 2006, se mudó a Ciudad del Cabo para estudiar en Escuela Sudafricana de Medios Cinematográficos y Actuaciones en Vivo. Comenzó a actuar en teatro con el papel de 'Lady Capulet' en una producción de Artscape Romeo and Juliet. Por su actuación, fue seleccionada para obras de teatro como The Quiet Violence of Dreams de K. Sello Duiker, Waiting for the Barbarians de JM Coetzee, A Midsummer Night's Dream, Taming of the Shrew, The Comedy of errors y Richard III. En 2008 ganó el premio a la Mejor Actriz en los premios AFDA.
Posteriormente, trabajó con organizaciones como la 'Bonfire Improv Theatre Company' y la 'Zakheni Arts Therapy Foundation'. También es conocida como la voz de 'Siyaya' y la serie de salud global de Al Jazeera 'Lifelines'. En 2014, debutó en cine con la película Love the One You Love, estrenada en el Festival Internacional de Cine de Durban 2014, donde interpretó el papel de 'Sandile', por el cual ganó en la categoría Mejor Actriz. En 2015, fue nominada al premio Promising Young Artist en los Africa Movie Academy Awards.

## Filmografía
| Año  | Título                    | Rol                       | Tipo                               | Ref.  |
| ---- | ------------------------- | ------------------------- | ---------------------------------- | ----- |
| 2015 | Generations               | Wandile Radebe            | Serie de televisión                | [ 8 ] |
| 2010 | The Tunnel                | Monica                    | Cortometraje                       | [ 8 ] |
| 2014 | Love the One You Love     | Sandile                   | Película                           | [ 8 ] |
| 2014 | Bridging Waters           | Narradora                 | Miniserie documental de televisión | [ 8 ] |
| 2014 | Homeland                  | Aide                      | Serie de televisión                | [ 8 ] |
| 2014 | Scribblings               | Viva                      | Cortometraje                       | [ 8 ] |
| 2015 | Siyaya: Come Wild with Us | Narradora                 | Serie documental de televisión     | [ 8 ] |
| 2015 | Lazy Susan                | Susan                     | Cortometraje                       | [ 8 ] |
| 2015 | Jamillah and Aladdin      | Médica                    | Serie de televisión                | [ 8 ] |
| 2016 | Detour                    | Recepcionista de hospital | Serie de televisión                | [ 8 ] |
| 2020 | Queen Sono                | Miri Dube                 | Serie de televisión                | [ 8 ] |